# Homebrew
Homebrew je program pro správu softwarových balíčků, který usnadňuje instalaci nejen programů, které Apple macOS sám nainstalovat neumí. Jedná se o open source software, který je volně dostupný všem uživatelům. Původně je napsán Maxem Howellem v programovacím jazyce Ruby. Homebrew je používán většinou v příkazové řádce, odkud lze pomocí něj instalovat programy a softwarové balíčky.

## Instalace Homebrew
Homebrew využívá repozitář GitHub, odkud se dá stáhnout a kam mohou být také nahrávána různá rozšíření. Lze také nainstalovat jednoduše následujícím příkazem v terminálu:
```
$ 
/usr/bin/ruby
 
-e
 
"
$(
curl
 
-fsSL
 
https://raw.githubusercontent.com/Homebrew/install/master/install
)
"

```

Další možnosti instalace lze nalézt na domovských stránkách Homebrew (anglicky).

## Příklady základních příkazů v terminálu
Kontrola nainstalované verze:
```
$ 
brew
 
--version

```

Aktualizace softwaru a nainstalovaných balíčku: 
```
$ 
brew
 
update

```

Celková aktualizace:
```
$ 
brew
 
upgrade

```

Instalace programu nebo balíčku:
```
$ 
brew
 
install
 
nazevbalicku

```

Seznam balíčku (anglicky formulae) v angličtině lze nalézt zde: https://web.archive.org/web/20180213021810/http://braumeister.org/browse/a

Odinstalování programu nebo balíčku:
```
$ 
brew
 
cleanup
 
nazevbalicku

```

## Shromažďování informací
Homebrew shromažd'uje data o aktivitě uživatele a zasílá je ke zpracování do Google Analytics. Tato funkce se dá samozřejmě vypnout následujícím příkazem v terminálu:
```
$ 
brew
 
analytics
 
off

```